# محركات نيو
نيو موتورز هي شركة مغربية ناشئة لتصنيع السيارات يقع مقرها الرئيسي في عين العودة بالقرب من الرباط . تأسست في مايو 2018 على يد نسيم بلخياط ومحمد مهدي بن سعيد ، وتم الكشف عن نموذج أولي لسيارات الدفع الرباعي في مايو 2023 خلال عرض تقديمي للملك محمد السادس . نيو موتورز هي أول شركة وطنية للسيارات في المغرب. وبدأت الشركة في تسليم نماذجها الأولى في ديسمبر 2023.

## تاريخ
أطلق نسيم بلخياط مشروعا لتصنيع سيارات مغربية بالكامل سنة 2016,. في نفس العام، تم تطوير وتصميم هيكل يعتمد على سيارة ويليز جيب عام 1940 لشركة نيو موتورز., وقد أتى المشروع بثماره في عام 2017، بعد أن بدأت شركة Stellantis في تصنيع محرك سيارة في مصنع PSA بالقنيطرة,. تم تسجيل الشركة في مايو 2018 وحصل تصميم هيكلها على براءة اختراع بعد فترة وجيزة.
بدأ بناء مصنع الإنتاج عين العودة في عام 2020. خضع النموذج الأولي للسيارة لاختبار التصادم في عام 2022 وتمت الموافقة عليه لاحقًا من قبل الوكالة الوطنية للسلامة على الطرق في فبراير 2023,. في مايو 2023، تم تقديم نموذج أولي لمركبة الدفع الرباعي في القصر الملكي بالرباط ، خلال عرض سيارات مغربية الصنع للملك محمد السادس,. وفي يونيو 2023، تم تقديم نموذج في معرض جيتكس أفريقيا بمراكش.
وفي نوفمبر 2023، أعرب بلخياط عن طرح عام أولي محتمل في بورصة الدار البيضاء كهدف مستقبلي. وفي ديسمبر 2023، قامت الشركة بتسليم أولى المركبات للعملاء خلال حفل حضره وزير الصناعة والتجارة رياض مزور حيث أعلنت عن توسعة مصنعها في عين العودة,.

## عمليات

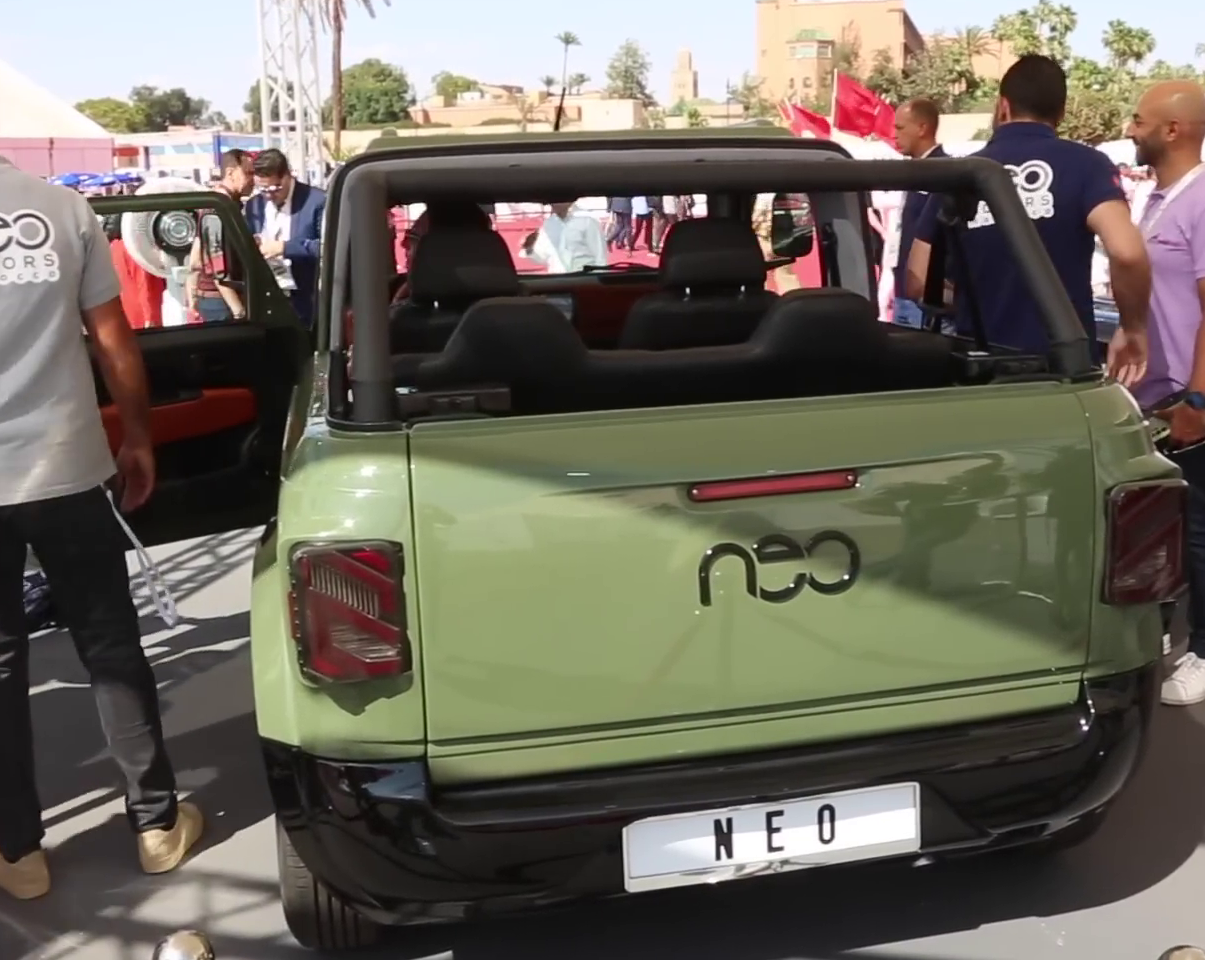
عرض نموذج من شركة نيو موتورز في معرض جيتكس أفريقيا 2023

يقع مصنع إنتاج نيو موتورز في عين العودة بالقرب من الرباط، ويضم حاليا أكثر من 50 موظفا وبطاقة إنتاجية تصل إلى 5000 وحدة,. هدف الشركة هو تصنيع سيارة مصنوعة بالكامل في المغرب بنسبة تكامل 65% وبأجزاء مغربية الصنع فقط أو عبر موردين مغاربة, ,.
يتم تصنيع المحرك في القنيطرة من قبل شركة Stellantis، ويتم تصنيع الصفائح المعدنية من قبل شركة Maghreb Steel في الدار البيضاء، ويتم طي المعدن في Technique Aciers قبل لحامه بواسطة Socafix ويتم تصنيع هيكل السيارة في مصنع عين العودة التابع لشركة Neo Motors. وقعت الشركة اتفاقية مع مكتب التكوين المهني وترقية الشغل (OFPPT) لتقديم التكوين في مجال تصنيع السيارات.
النموذج الأول، وهو نموذج بثلاثة أبواب يسمى NEO، مصنوع من الألياف الزجاجية القابلة لإعادة التدوير بالكامل. تم بيع هذه السيارة الرياضية متعددة الاستخدامات المدمجة بمبلغ 175.000 درهم (17.400 دولار أمريكي) لمحرك ثلاثي الأسطوانات و 185.000 درهم (18.400 دولار أمريكي) لمحرك رباعي الأسطوانات MSRP. تحتوي السيارة ذات ناقل الحركة اليدوي على هيكل حاصل على براءة اختراع مستوحى من سيارة ويليز جيب عام 1940 وسقف صلب قابل للسحب.,.

## المذكرات و المراجع
1. ↑  ""Neo Motors" une success story 100% marocaine. Le point avec Nassim Belkhayat". Medi1 News (بالفرنسية). 16 May 2023. Archived from the original on 2024-04-06. Retrieved 2023-06-08.
2. 1 2 3 4 5  Ben Hayoun, Moncef. "Neo Motors: les révélations de Nassim Belkhayat". Le Matin (بالفرنسية). Archived from the original on 2024-02-15. Retrieved 2023-06-08.
3. 1 2 3 4  Brequeville, Brian (16 May 2023). "Neo Motors : commercialisation, production, financement, prix, taux d'intégration... Ce que l'on sait". Medias24 Le Boursier (بالفرنسية). Archived from the original on 2024-04-06.
4. 1 2  "«Vers un véhicule fiable, accessible et fabriqué localement»: les ambitions de Neo au Maroc". Arab News (بالفرنسية). 18 May 2023. Archived from the original on 2024-04-05. Retrieved 2023-06-07.
5. 1 2 3  Webster, Nick (2 Jun 2023). "How Morocco's answer to Volkswagen aims to drive economic prosperity". The National (بالإنجليزية). Archived from the original on 2023-09-25. Retrieved 2023-06-07.
6. ↑  "Automotive: Everything you need to know about NEO and HUV". L'Economiste (بالفرنسية). 18 May 2023. Archived from the original on 2024-04-05. Retrieved 2023-06-07.
7. ↑  "Présentation à SM le Roi d'un modèle de la 1ère marque automobile grand public marocaine". Maroc.ma (بالفرنسية). 17 May 2023. Archived from the original on 2024-02-18. Retrieved 2024-02-10.
8. ↑  Karam, Souhail (15 Nov 2023). "Morocco's First Carmaker Plans IPO to Expand Into EV Production". Bloomberg (بالإنجليزية). Archived from the original on 2023-12-10. Retrieved 2023-12-10.
9. ↑  "Neo Motors livre ses premiers véhicules et lance l'extension de son usine". Infomédiaire (بfr-FR). 1 Dec 2023. Archived from the original on 2023-12-04. Retrieved 2023-12-02.{{استشهاد ويب}}:  صيانة الاستشهاد: لغة غير مدعومة (link)
10. ↑  "NEO MOTORS lance la commercialisation de sa voiture "NEO"". L'Economiste (بالفرنسية). 1 Dec 2023. Archived from the original on 2023-12-13. Retrieved 2023-12-02.
11. ↑  كراخي، مراد؛ شافعي، محمد (17 مايو 2023). "من مصنع نيو موتورز.. هنا تُصنع أول سيارة مغربية". SNRT News. مؤرشف من الأصل في 2024-04-05.
12. ↑  Harrouchi، Mostapha (24 مايو 2023). "مصنع سيارة "نيو موتورز" المغربية تتلقى أول طلبية من السنغال". Le12.ma. مؤرشف من الأصل في 2024-04-05. اطلع عليه بتاريخ 2023-06-07.
13. ↑  "Vehicles". NEO Motors. مؤرشف من الأصل في 2023-12-11.